# اچ‌دی ۹۴۵۱۰
اچ‌دی ۹۴۵۱۰ یک ستاره است که در صورت فلکی شاه‌تخته قرار دارد.